# Wysiwyg

Links een wysiwyg editor, rechts een programma met LaTeX-code dat hetzelfde resultaat geeft.

Wysiwyg is een afkorting of acroniem voor de uitdrukking What you see is what you get, in het Nederlands: wat je ziet is wat je krijgt. De term wordt gebruikt voor een bepaald soort computerprogramma's voor beeld- en tekstbewerking die zijn gemaakt voor gebruikers die geen of weinig kennis hebben van computertalen. Daarbij zie je direct op het beeldscherm hoe het resultaat op papier of online (website), er uit komt te zien, inclusief opmaak: vet, lettertype, letterafmeting, alinea etc. Zonder wysiwyg is het nodig zelf de onderliggende code op het beeldscherm aan te brengen om het programma mee te delen hoe het document er moet komen uit te zien.

## Etymologie
De uitdrukking what you see is what you get komt uit de Verenigde Staten en wordt daar sinds de jaren 50 gebruikt in advertenties en dergelijke om aan te geven dat het product dat wordt geadverteerd rechttoe rechtaan is, of dat een product op de foto van een advertentie er in het echt net zo uit ziet. Het acroniem wysiwyg als aanduiding voor een beeldscherm of computerprogramma wordt voor het eerst in de jaren 70 gebruikt door het bedrijf Xerox PARC. Het acroniem werd eerder ook al in een andere context gebruikt.

## Geschiedenis

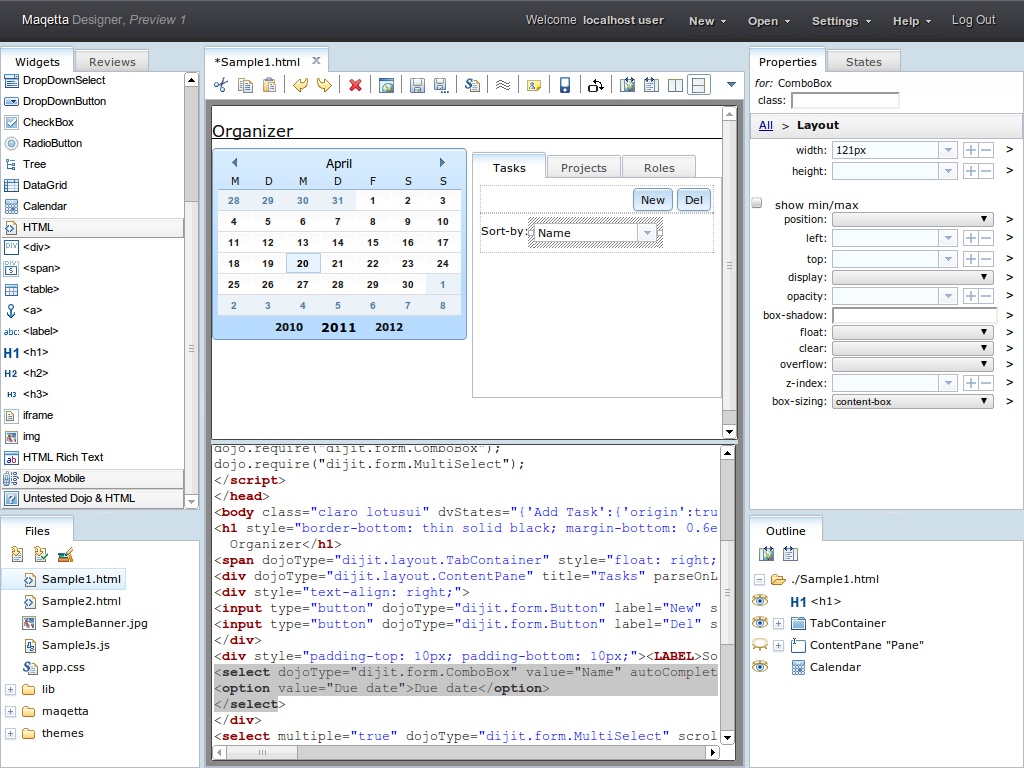
Voorbeeld van het programma Magenta, boven de versie wysiwyg en beneden de codering (ook broncode of source genoemd)

In de begintijd van de pc, in de jaren 80 tijdens het DOS-tijdperk, had geen enkel programma wysiwyg, omdat de grafische mogelijkheden op het beeldscherm nog erg beperkt waren. Hierdoor kon de opmaak van documenten niet exact weergegeven worden op het scherm. Een in Nederland veel gebruikt computerprogramma voor tekstdocumenten, WordPerfect, was bijvoorbeeld een niet-wysiwyg-programma. Als iemand met de pc een tekstdocument wilde schrijven, moest die bepaalde codes invoeren om een vetgedrukt of cursief woord te krijgen, een nieuwe alinea te beginnen enz. Ook moesten codes worden ingevoerd om aan te geven welk lettertype gebruikt moest worden en in welke grootte.
Deze situatie veranderde met de invoering van de VGA-standaard en de invoering van besturingssystemen die gebruikmaakte van de door VGA geboden mogelijkheden. Voorbeelden daarvan zijn het Windows 3.0-besturingssysteem en Apples Mac OS X v10.5 Leopard.
Rond 1990 verschenen de eerste programma's met wysiwyg voor de pc, en daardoor werden de computerprogramma's toegankelijker voor de gewone consument.
In de Unix-wereld en in de natuurwetenschappelijke, academische wereld waren aanvankelijk tegenstanders van de wysiwyg-gedachte te vinden.
Men stelt zich op het standpunt dat de (zichtbare) opmaak afleidt van het schrijven van de inhoud. Hier wordt eerder gebruikgemaakt van systemen op basis van TeX. Om zich af te zetten tegen de hype die rond wysiwyg ontstond, werd het acroniem WYSIWYM gebruikt: What You See Is What You Mean. Uit de door de gebruiker gestructureerde invoer wordt daarbij door de computer een uitvoer gegenereerd volgens de regels van het oude zet-handwerk.

## Voorbeelden
Enkele voorbeelden van wysiwyg programma's:
- Tekstverwerkers:
  - Microsoft Word
  - WordPerfect van Corel
  - OpenOffice.org Writer
  - LibreOffice Writer
  - Apples Pages
- Rekenbladen:
  - Microsoft Excel
  - Quattro Pro van Corel
  - OpenOffice.org Calc
  - LibreOffice Calc
- HTML-editors:
  - Apple iWeb
  - Microsoft FrontPage
  - Compozer (voorheen NVU)
  - BlueGriffon
  - Adobe Dreamweaver
  - Aptana Studio 3
- Online HTML-editors:
  - TinyMCE
  - CKeditor (voorheen FCKeditor)
  - Nicedit
  - MooEditable
  - WordPress
  - openWYSIWYG
  - Wikipedia Visuele tekstbewerker